# Patrick Antoine
 (janvier 2017).
Si vous disposez d'ouvrages ou d'articles de référence ou si vous connaissez des sites web de qualité traitant du thème abordé ici, merci de compléter l'article en donnant les références utiles à sa vérifiabilité et en les liant à la section « Notes et références ».
Patrick Antoine est un metteur en scène et réalisateur français.
Il est membre de la Société des auteurs depuis 1960 et membre de la Société des gens de lettres depuis 1978.

## Biographie

### Travail forcé et Résistance
En 1941, alors agé de treize ans, Patrick Antoine est envoyé au travail forcé dans une usine d'aviation du Troisième Reich, à Leipzig en Allemagne orientale. Les conventions internationales interdisant le travail des enfants, il sera libéré par les autorités suédoises. Sans aucune famille – il vient de l'Assistance publique – et sans domicile, il est pris en charge par un groupe communiste. Pendant deux ans, il est clandestin dans la Résistance. À la libération de Paris, en août 1944, il reçoit pour son action la Croix de guerre avec étoile de bronze des mains du général Kœnig, gouverneur militaire de Paris. À Noël 1944, il conduit un char pendant la très dure bataille des Ardennes, dans la 2e division blindée du général Leclerc.

### Canada
Démobilisé, il vagabonde dans les rues, fait des petits boulots : coursier à vélo, petit mitron, vendeur dans un magasin de chaussures, apprenti chez un tailleur puis dans un garage...
Une première chance se présente. Ses états de services comme « terroriste » contre les nazis et sa situation sociale lamentable entrent dans le cadre d'une association internationale d'aide aux jeunes victimes de la guerre qui sont sans ressources. Ce qui est son cas. L'immigration est possible, soit en Australie, soit au Canada. Il choisit le Canada.
En janvier 1947, il est reçu dans une famille fortunée. Le père est propriétaire de plusieurs drugstores au Canada et aux États-Unis. La famille est très chaleureuse, mais selon les traditions, les jeunes ne bénéficient pas du soutien financier parental. Ils doivent travailler pour assurer leur quotidien. Commencent alors treize mois de pérégrinations dans neuf États du Midwest. Il est ramasseur de tabac, garde pour la prévention des feux de forêt, laveur de vaisselles, serveur et liftier...

### Indochine
En avril 1949, à Montréal, une surprise l'attend : l'obligation de retourner en France pour faire deux années de service militaire. Les nazis, la Résistance, les décorations, rien ne compte... Sinon c'est la désertion. Il a 21 ans. Il fait son choix, deux ans de caserne ou l'aventure du lointain ? Il s'engage pour trois ans au 1re bataillon colonial de commandos parachutistes. Après un stage de douze sauts, ils embarquent le 3 novembre 1949 sur le « Pasteur » pour Saïgon.
1949/octobre 1952. Après de nombreux combats, il est détaché à Radio France Asie à Saïgon. Dans l'équipe, il travaille avec Jacques Chancel et parfois Joseph Kessel qui, eux, dirigent l'information. En novembre 1951, il est nommé reporter officiel à Hanoï à Radio-Hirondelle « La voix des forces françaises au Nord-Vietnam », sur ordre du général d'armée de Lattre de Tassigny, gouverneur militaire de l'Indochine.
1953. De retour à Paris, il crée Le théâtre de la France d'Outre-mer avec quelques comédiens dont Roland Bertin qui deviendra le doyen de la Comédie-Française. Cette jeune troupe jouera en Afrique occidentale et équatoriale L'honorable Catherine de Solange Térac et L'amour truqué de Paul Nivoix, pendant deux longues tournées. Ce sera aussi ses deux premières mises en scène.

### Antilles,
En 1954, il rejoint la Martinique. Il écrit et met en ondes pour La radiodiffusion française aux Antilles 98 émissions de trente minutes. Pendant cette période, il se lie d'amitié avec le grand écrivain noir Aimé Césaire, député-maire de Fort-de-France, auteur des recherches sur « La négritude » qui lui propose de mettre en scène Negro Spiritual d'Yves Jamiaque, une pièce interprétée uniquement en langue créole par des acteurs de couleur et pour la première fois, en territoire français.
À Noël 1954, il retourne à Montréal en passant par Cuba sous la coupe du dictateur Batista. Après avoir « bien observé » ce système, c'est le retour à la démocratie du Canada.
Qon père québécois très « financier » lui offre en 1955 de transformer une ancienne fabrique de 1 000 m2 en un théâtre de 450 places, à l'aspect très contemporain. Ainsi sera créé Le théâtre Amphitryon. L'homme d'affaires veut des comédiens français de renom. Il engage Jacques Dufilho, Sylvia Montfort, Alain Cuny et Jacques Mauclair... auxquels se joindront des acteurs du Théâtre du Nouveau Monde de Montréal. Patrick Antoine, metteur en scène et acteur, monte sept pièces d'auteurs importants : La marguerite d'Armand Salacrou, Un imbécile de Luigi Pirandello, Humulus le muet de Jean Anouilh, Électre de Sophocle, La fleur à la bouche de Luigi Pirandello, Les méfaits du tabac d'Anton Tchekhov et La leçon d'Eugène Ionesco. Plus de dix journaux et magazines montréalais saluent chaleureusement les spectacles représentés. Le National Film Board qui a suivi ses mises en scène, s'intéresse en 1956 à son travail scénique et lui propose de réaliser six documentaires, d'une heure chacun, destinés à la BBC canadienne, tournés en 35 mm noir et blanc. Ce sera ses débuts avec une caméra.
Dans le cadre des relations culturelles entre le Québec et la République de Haïti francophone, il est nommé en janvier 1957 par le général Paul Magloire, président à vie, directeur du Théâtre National Populaire haïtien, avec un salaire exorbitant. Jamais ce bâtiment, ni sa troupe ne verront le jour ! Seul, l'ambassadeur de France, Lucien Félix, lui demandera de jouer L'enfer de Luigi Pirandello à l'Institut français de Port-au-Prince.
il devient citoyen canadien le 3 septembre 1957. L'année suivante, il rencontre Lee Strasberg à New York, le directeur de l'Actors Studio, qui, tenant compte de son passé dans un du camp nazi lors de ses treize ans, l'invite à assister aux séances de travail, mais au titre d'auditeur et non de « membre ». Les plus importants artistes du cinéma américain sont là pour approfondir leurs rôles : Marlon Brando, James Dean, Paul Newman, Shelley Winters, Marilyn Monroe, Dustin Hoffman et une dizaine d'autres stars.
C'est au studio qu'il va faire la connaissance de Jack Kerouac, l'un des plus grands écrivains des États-Unis (l'époque peace and love). Il passe cinq mois avec ce dernier, en 1959, au Mexique, pour étudier les civilisations précolombiennes et Mayas.

### Monde du théatre
En 1960, Patrick Antoine, assis au deuxième rang d'orchestre, découvre un professeur de lettres à l'université de Montréal, Gilles Vigneault. C'est un extraordinaire conteur québécois qui écrit ses chansons, compose ses musiques au piano, et les chante d'une voix éraillée. Il lui fait faire de longues séances de travail, sur scène. Gilles hésite à aller à Paris. Il faut le convaincre. Quelques mois plus tard, ce sera Bobino, salle pleine dix fois. Un million de disques vendus. Bruno Coquatrix lui ouvre l'Olympia.
1961. Après ses débuts dans le métier, en 1953, Patrick Antoine sent le besoin d'être « dirigé ». Il est engagé comme comédien pendant deux ans au Centre dramatique national d'Aix-en-Provence. Il jouera dans L'école des femmes puis La critique de l'école des femmes de Molière, Le roi Lear de Shakespeare, La femme du boulanger de Giono, Irène innocente de Hugo Betti et enfin Figaro, dans Le barbier de Séville de Beaumarchais. Le général de Gaulle avait nommé André Malraux, ministre de la Culture, avec mission de faire rayonner « la culture du théâtre » dans tout le pays : une quinzaine de villes par région.
À la fin de son contrat, en 1963, il part en Israël. Pendant quatre mois, il vit dans un kibboutz à Beersheba en Judée. 
L'année précédente, le théâtre du Bolchoï avait fait une tournée au Canada. Les relations artistiques avec les Russes étaient rares mais il fallait faire un geste « d'échange ». Le Conseil des arts du Canada trouve la mentalité et le travail accomplis par Patrick Antoine au théâtre et au National film board appropriés pour participer à cette innovation : aller étudier l'art de la direction d'acteurs à Moscou, à l'université des peuples Patrice Lumumba. Incroyable surprise... On lui accorde une bourse de 400 dollars canadiens par mois, pendant douze mois. En URSS, il apprend avec une grande attention La méthode des actions physiques, « Le behaviorisme » (gestes psychologiques) sous la direction de Vladimir Erchov et de huit artistes émérites.
En Roumanie, la ministre de la Culture responsable du théâtre (chaque art a son ministre) Alexandra Cuza, lui présente Liviu Ciulei, directeur du Teatrul Mic de Bucarest qui monte une pièce américaine de William Saroyan Hello out there !. Liviu connaît mal le comportement et les gestes habituels des Sudistes. Il demande à Patrick Antoine d'observer la justesse de l'attitude des comédiens. Ciulei n'y voit aucune ingérence dans son travail. Cela s'appelle « Building of character ».
Dans une réunion de travail en 1964 au Théâtre national de Prague, Antoine rencontre Josef Svoboda, le scénographe tchèque, docteur honoris causa de l'université d'Oxford, attaché au Théâtre za branou, la scène tchécoslovaque renommée pour ses recherches scéniques. Otomar Krejča, le directeur, l'invite à assister à la conception du décor des Trois sœurs d'Anton Tchekhov réalisé par Svoboda. Ce dernier établit des relations professionnelles avec des artistes venant de l'Est, notamment ceux du Berliner Ensemble de Bertolt Brecht. Un écrivain réputé Václav Havel lui fait découvrir l'histoire de la République. Chose incroyable, Antoine apprendra que son ami Havel deviendra en 1989 président de la République de Tchéquie pendant treize ans.
Il habite en Suisse de 1964 à 1966. Au théâtre de Lausanne, il met en scène Zoo story d'Edward Albee, important écrivain américain venu de New York pour assister aux répétitions. Satisfait, Charles Apotheloz va lui confier la mise en scène de deux autres pièces : Parle-moi comme la pluie et Laisse-moi écouter et Hello from Bertha de Tennessee Williams. Ensuite, au Centre dramatique romand, il monte une grande production Ivanov d'Anton Tchekhov. Au Théâtre de l'atelier, à Genève, il met en scène deux pièces : Vu du pont d'Arthur Miller puis Les Hussards de Pierre-Aristide Bréal. Enfin à La maison de la Culture de Thonon, Focus USA, un montage sur le monde américain.
Lors de la période 1967-1968, il est nommé directeur et metteur en scène du Théâtre Daniel Sorano à Vincennes, il crée Hercule et les écuries d'Augias de Friedrich Dürrenmatt.
De 1969 à 1972, il participe à la construction à Thonon-les-Bains d'un théâtre mobile, flottant sur le lac Léman, ultra moderne, conçu par un grand architecte suisse Pascal Haüsermann, en collaboration avec Patrick Antoine et les comédiens de sa compagnie (3 garçons et 2 filles). Pendant deux ans, ils vont fabriquer et monter une structure métallique en forme de dôme (12 m de haut, 450 places, 1 000 m2 au sol, 2 500 barres, 5 000 boulons ...) organisés en « Coopérative Ouvrière de Production », sans aucune subvention, en toute liberté. Ce théâtre « reconnu » a été implanté à Courbevoie-La Défense à Paris.
Durant la priode 1973-1974, il est patronné par Jean-Louis Barrault et associé avec lui au Théâtre des Nations. De nombreux acteurs célèbres se sont joints à cette équipe : Michel Piccoli, Annie Girardot, Serge Reggiani, Bernard Fresson, Eléonore Hirt... des auteurs, des musiciens et beaucoup d'autres. Pour une raison précise (son compagnonnage politique avec Michel Piccoli), le député-maire de Courbevoie se rétracte : « Je vous laisse trois semaines pour démonter et foutre le camp de ma ville. Sale communiste ! » Il est désespéré. Ils démontent la mort dans l'âme. Pour Patrick Antoine le globe-trotter, l'époque « sécurité » commence. Jean-Charles Edeline, avec son embonpoint et son cigare, va sauver Le théâtre mobile. Le président de l'Union Générale Cinématographique (UGC) et président de la Fédération nationale des cinémas français entre en scène. Le caractère aventureux d'Antoine lui plaît. Edeline veut transformer le théâtre en grand studio de tournage. Leur collaboration a duré sept ans.
Après l'éclatement de l'ORTF, Giscard d'Estaing nomme en 1975 Jean-Charles Edeline à la direction de la Société Française de Production (SFP) aux Buttes-Chaumont. Edeline lui confie une mission importante : passer des accords avec American Film Theatre, créé par deux producteurs de Hollywood, Elie Landau et Norman Katz. Pour cette opération, Antoine dirige SFP-Films Théâtre international, associé à la BBC anglaise et la NHK japonaise. Il a la charge des pays francophones. Bilan : douze films large écran 35 mm, pour le cinéma avec des vedettes mondialement connues : Katharine Hepburn, Glenda Jackson, Lee Marvin, Joseph Cotten, Alan Bates, Paul Scofield... et des auteurs importants : Shakespeare, Albee, O'Neill, Pinter, Ionesco, Genet... Festival de Cannes et Festival du cinéma américain de Deauville en 1976. Cette même année, Valérie-Anne Giscard d'Estaing devient son assistante sur décision d'Edeline.
1977. Il devient membre du conseil d'administration des AFA (Artistes Français Associés) regroupant une trentaine de vedettes : Suzanne Flon, Michel Serrault, Françoise Fabian, Jean Marais, Marlène Jobert, Pierre Richard, Anny Duperey, Jean-Claude Brialy, Nicole Courcel... Patrick Antoine sera chargé des relations avec les télévisions.
De 1978 à 1998, il tourne de nombreux films pour la télévision.
Il transforme une camionnette en unité de tournage-vidéo Unité Mobile de Production (UMP) et réalise des films d'entreprise pour le CIVC, Comité interprofessionnel du vin de Champagne, entre autres...
Après avoir obtenu les licences obligatoires de la Direction régionale des Affaires culturelles, la DRAC, il crée sa compagnie « Coups de Théâtre » en 1998. Il produit et met en scène Les méfaits du tabac de Anton Tchekhov en 1999, Marie Stuart de Friedrich Schiller en 2001-2002, La maison des sœurs Brontë en 2011-2012, Play Strindberg de Friedrich Dürrenmatt en 2017, Ravensbrück 1943... deux femmes là-bas en 2à&ç.
Dans le même temps, les éditions La Bruyère publient : Passé simple, La maison des sœurs Brontë, Marie Duplessis, La villégiature, Ravensbrück 1943... deux femmes là-bas et enfin L'usure du temps.

## Filmographie
29 courts et longs métrages

### Cinéma
- 1956 : Six documentaires, National Film Board, Canada : 
  - The gold rush
  - L'histoire du Canadian pacific railway
  - Le massacre des bisons
  - Les tribus indiennes de l'Ouest
  - Un été pas comme les autres
  - Les universités
- 1960 : Les Gens de là-bas, long métrage de deux heures pour la Télévision canadienne, Canada
- 1960 : Les chutes du Niagara, documentaire, National Film Board, Canada
- 1974 : Les Trois Sœurs d'Anton Tchekhov, producteur pour Data Communication/UGC
- 1976 : Brel is alive and well de Jacques Brel, producteur pour Films-Theatre International/SFP/UGC

### Télévision
- 1977 : Le Jockey, Data Communication/SFP/TF1
- 1978 : Les Deux Berges[1],  avec Marina Vlady, Bernard Fresson, Jean-Michel Dupuis... sur un scénario de Geneviève Laporte, TF1
- 1979 : Un dessert pour Constance de Daniel Boulanger, adaptation
- 1980 : Nous ne l'avons pas assez aimée, avec Claude Jade, Eva Darlan, Gilles Segal... sur un scénario de Françoise Verny d'après le roman de Luce Amy, diffusé sur TF1
- 1982 : Le Serpent à lunettes de Robert Destanque, adaptation
- 1984 : Le Marquis de Sade avec Marcel Jullian, Bruno Cremer, Joséphine Chaplin... Antenne 2
- 1985 : L'Issue de Franz Kafka, pour Jack Lang, ministère de la Culture
- 1986 : L'Amiral Larima avec Olivier de Kersauson, Pierre Richard, Carlos, Marc Lavoine, Alice Dona, Catherine Lara, Catherine Lara, La compagnie créole, Gilles Vigneault... FR3 dans le cadre de La fête en France
- 1987 : Rencontre dans une allée d'après une nouvelle de Heinrich Böll, avec des comédiens allemands... FR3
- 1988 : La Course avec la mort d'Erwin Cate
- Portes ouvertes six émissions-documentaires sociaux diffusées à 13h30 sur TF1 après le journal

### Autres
Cinq films d'entreprise pour le CIVC[réf. nécessaire]

## Théâtre

### Mises en scène théâtrales
- 1953 : tournées en Afrique occidentale et équatoriale française : L'honorable Catherine de Solange Térac et L'amour truqué de Paul Nivoix avec Roland Bertin, Patrick Antoine...
- 1954 : Negro spiritual de Yves Jamiaque avec uniquement des acteurs noirs...Martinique

- 1955 : La Marguerite d'Armand Salacrou, avec Jacques Dufilho et Patrick Antoine... Théâtre Amphitryon, Montréal
- 1955 : Un imbécile de Luigi Pirandello, avec Jacques Dufilho et Patrick Antoine... Théâtre Amphitryon, Montréal
- 1955 : Humulus le muet de Jean Anouilh, avec Jacques Dufilho et Patrick Antoine... Théâtre Amphitryon, Montréal
- 1955 : Électre de Sophocle, avec Alain Cuny... Théâtre Amphitryon, Montréal
- 1956 : La Fleur à la bouche de Luigi Pirandello, avec Patrick Antoine... Théâtre Amphitryon, Montréal
- 1956 : Les Méfaits du tabac d'Anton Tchekhov, avec Maurice Dallaire... Théâtre Amphitryon, Montréal
- 1956 : La Leçon d'Eugène Ionesco, avec Dyne Mousso... Théâtre Amphitryon, Montréal
- 1957 : L'enfer de Luigi Pirandello, avec Maurice Dallaire et Patrick Antoine... Institut français de Port-au-Prince, Haïti
- 1964 : Zoo Story d'Edward Albee, création en langue française... Théâtre de Lausanne, Lausanne
- 1965 : Parle-moi comme la pluie et Hello from Bertha de Tennessee Williams, création française... Théâtre des faux nez, Lausanne
- 1965 : Ivanov d'Anton Tchekhov, avec 32 comédiens suisses... Centre dramatique romand, Lausanne
- 1966 : Vu du pont d'Arthur Miller, avec Patrick Antoine et 14 comédiens suisses... Théâtre de l'atelier, Genève
- 1966 : Les Hussards de Pierre-Aristide Bréal, avec 12 comédiens suisses... Théâtre de l'atelier, Genève
- 1967 : Focus USA de Patrick Antoine, avec 6 comédiens... Maison de la Culture, Thonon
- 1967-1968 : Hercule et les Écuries d'Augias de Friedrich Dürrenmatt, création avec 15 comédiens... Espace Daniel-Sorano, Vincennes
- 2001-2002 : Marie Stuart de Friedrich von Schiller, avec 10 comédiens et figuration...Commanderie templière d'Arville, Vendôme, Aubigny sur Nère (cité des Stuart), Lattes
- 2011-2012 : La maison des sœurs Brontë, création de Patrick Antoine[2],[3], avec 7 comédiens, tournées dans les départements de la Manche et du Calvados avec le soutien du conseil général de la Manche
- 2017 : Play Strindberg de Friedrich Dürrenmatt, avec 3 comédiens... au théâtre des Déchargeurs, Paris[4],[5]
- 2019 : Ravensbrück 1943. Deux femmes... là-bas, création de Patrick Antoine... au théâtre des Déchargeurs, Paris[6]

### Comédien
Patrick Antoine a interprété 17 rôles dans les pièces suivantes :
- L'honorable Catherine – Solange Térac
- L'amour truqué – Paul Nivoix
- Negro spiritual – Yves Jamiaque
- La fleur à la bouche – Luigi Pirandello
- La marguerite – Armand Salacrou
- Un imbécile – Luigi Pirandello
- Humulus le muet – Jean Anouilh
- L'enfer – Luigi Pirandello
- Le roi Lear –  Shakespeare
- L'école des femmes – Molière
- La femme du boulanger – Jean Giono
- Le barbier de Séville – Beaumarchais
- Vu du pont – Arthur Miller
- Le double – Friedrich Dürrenmatt
- Grand peur et misère du IIIᵉ Reich – Bertolt Brecht
- Chapeaurouge – Raymond Golaz
- Focus USA – Patrick Antoine

## Publications
- 2016 : Passé simple récit autobiographique  Éditions La Bruyère[7]
- 2016 : La maison des sœurs Brontë pièce de théâtre  Éditions La Bruyère[8]
- 2018 : Marie Duplessis - Inspiré de La dame aux camélias d'Alexandre Dumas fils – pièce de théâtre  Éditions La Bruyère[9]
- 2019 : Ravensbrück 1943. Deux femmes... là-bas, pièce de théâtre  Éditions La Bruyère[10]
- 2021 : La villégiature – pièce de théâtre  Éditions La Bruyère
- 2022 : L'usure du temps – récit  Éditions La Bruyère